# アヘン戦争
アヘン戦争（アヘンせんそう、中: 鴉片戰爭、英: Opium War）は、清とイギリスの間で1840年から2年間にわたり行われた戦争である。
イギリスは、インドで製造したアヘンを、清に輸出して巨額の利益を得ていた。アヘン販売を禁止していた清は、アヘンの蔓延に対してその全面禁輸を断行し、イギリス商人の保有するアヘンを没収・処分したため、反発したイギリスとの間で戦争となった。戦争はイギリスの勝利に終わり、1842年に南京条約が締結され、イギリスへの香港の割譲他、清にとって不平等条約となった。
なお、アロー戦争を第二次とみなして第一次アヘン戦争（中: 第一次鴉片戰爭、英: First Opium War）とも呼ばれる。

## 戦争に至った経緯
もともと清は1757年以来広東港でのみヨーロッパ諸国と交易を行い、公行という北京政府の特許を得た商人にしかヨーロッパ商人との交易を認めてこなかった（広東貿易制度）。
一方ヨーロッパ側で中国貿易の大半を握っているのはイギリス東インド会社であり、同社は現地に「管貨人委員会」(Select Committee of Supercargoes) という代表機関を設置していた。しかし北京政府はヨーロッパとの交易を一貫して「朝貢」と認識していたため、直接の貿易交渉には応じようとしなかった。そのため管貨人委員会さえも公行を通じて「稟」という請願書を広東地方当局に提出できるだけであった。
このような広東貿易制度は中国市場開拓を目指すイギリスにとっては満足のいくものではなかった。広東貿易制度の廃止、すなわち北京政府による貿易や居住の制限や北京政府の朝貢意識を是正することによって英中自由貿易を確立することが課題になっていった。
イギリス東インド会社は1773年にベンガルアヘンの専売権を獲得しており、ついで1797年にはその製造権も獲得しており、これ以降同社は中国への組織的なアヘン売り込みを開始していた。北京政府はアヘン貿易を禁止していたが、地方の中国人アヘン商人が官憲を買収して取り締まりを免れつつ密貿易に応じたため、アヘン貿易は拡大していく一方だった。1823年にはアヘンがインド綿花に代わって中国向け輸出の最大の商品となり、収入の20%がアヘンになった。広東貿易の枠外でのアヘン貿易の拡大は、広東貿易制度の崩壊につながることとなる。
イギリス東インド会社の対中国貿易特許は1834年に失効し、独占体制は終了して、これまで同社の下請等の形で貿易活動を行っていた個人貿易商に委ねられることとなった。これに伴い、同年、イギリス政府は、東インド会社の管貨人委員会に代わって現地で自国商人の指導・監督を行う貿易監督官を派遣することとした。初代監督官にはウィリアム・ジョン・ネイピアが任命され、ネイピアは清の両広総督との直接の接触を目指したが、性急な実現に固執したため紛争化し、武力衝突を招き、失敗した。

### アヘン貿易
当時のイギリスは、茶、陶磁器、絹を大量に清から輸入していた。一方、イギリスから清へ輸出されるものは時計や望遠鏡のような富裕層向けの物品はあったものの、大量に輸出可能な製品が存在しなかったため、イギリスの大幅な輸入超過であった。イギリスは産業革命による資本蓄積やアメリカ独立戦争の戦費確保のため、銀の国外流出を抑制する政策をとった。そのためイギリスは植民地のインドで栽培した麻薬であるアヘンを清に密輸出する事で超過分を相殺し、三角貿易を整えることとなった。
中国の明代末期からアヘン吸引の習慣が広まり、清代の1796年（嘉慶元年）にアヘン輸入禁止となる。以降19世紀に入ってからも何度となく禁止令が発せられたが、アヘンの密輸入は止まず、国内産アヘンの取り締まりも効果がなかったので、清国内にアヘン吸引の悪弊が広まっていき、健康を害する者が多くなり、風紀も退廃していった。また、人口が18世紀以降急増したことに伴い、治安が低下し、自暴自棄の下層民が増えたこともそれを助長させた。アヘンの代金は銀で決済したことから、アヘンの輸入量増加により貿易収支が逆転、清国内の銀保有量が激減し後述のとおり銀の高騰を招いた。

### 清のアヘン取締
清では、この事態に至って、官僚の許乃済から『許太常奏議』といわれる「弛禁論」が上奏された。概要は「アヘンを取り締まる事は無理だから輸入を認めて関税を徴収したほうが良い」というものである。しかしこの主張に対しては多くの強い反論が提出され論破された。その後、「アヘンを厳しく禁止し吸引した者は死刑に処すものとすることで、風紀を粛正しアヘンの需要も消滅させ銀の国外流出も絶つ」とする「厳禁論」が黄爵滋から上奏され、道光帝はアヘン厳禁策の採用を決めた。道光帝は黄爵滋の上奏文を基に各地の地方長官に具体策を検討させ、最も優れた提案を行った林則徐を起用することとした。林則徐は1838年（道光18年）に欽差大臣（特命全権大臣のこと）に任命され、広東に赴任し、アヘン密輸の取り締まりに当たった。
林則徐はアヘンを扱う商人からの贈賄にも応じず、現地の総督・巡撫や軍幹部らと協力してアヘン密輸に対する非常に厳しい取り締まりを行った。1839年（道光19年）には、広州の外国商人たちに、「今後、一切アヘンを清国国内に持ち込まない。」という旨の誓約書を同年3月21日までに提出した上保有するアヘンも供出するよう要求し、「今後アヘンを持ち込んだ場合は死刑に処する」と通告した。これをイギリス商人や貿易監督官チャールズ・エリオットが無視し期限を経過したため、林則徐は彼等の滞在するイギリス商館に官兵を差し向けて包囲し、保有するアヘンの供出を約させた。
大量のアヘンの没収・収容には同年4月11日から5月18日までを要し、林則徐らはこれを6月3日から6月25日までかかって現地で処分した。焼却処分では燃え残りが出るため、専用の処分池を建設し、アヘン塊を切断して水に浸した上で、塩と石灰を投入して化学反応によって無害化させ、海に放出した。この時に処分したアヘンの総量は1,400トンを超えた。
この林則徐の処置にエリオットは反発し、全てのイギリス商人に誓約書提出を禁じた上、全員を率いて広州からマカオに退去した。抗議の意思表示であったが、清国側には何らダメージとはならなかった。
林則徐は、外国商人の来航・交易自体を禁止することは非現実的で不可能であることを理解しており、目的は外国商人の追放ではなく、アヘン禁絶を誓約させ、合法的な商業活動に専念させることにあった。アメリカ商人をはじめとするイギリス以外の商人の多くは、もともとアヘンとの関わりが少なく、清国当局に誓約書を提出して商業活動を続けた。

### イギリスの対応・紛糾
北京の清政府内で阿片禁止論が強まっていた1836年、イギリス外相パーマストン子爵は現地イギリス人の保護のため、植民地勤務経験が豊富な外交官チャールズ・エリオットを清国貿易監督官として広東に派遣した。またパーマストン子爵は海軍省を通じて東インド艦隊に対し、清に対する軍事行動の規制を大幅に緩めるのでエリオットに協力するよう通達した。ただし、いまだ阿片取り締まりが始まっていないこの段階ではパーマストン子爵も直接の武力圧力をかけることは禁じている。
1839年3月に広東に着任した林則徐による一連のアヘン取り締まりがはじまると、エリオットはイギリス商人の所持するアヘンの引き渡しの要求には応じたが、誓約書の提出は拒否し、5月24日には広東在住の全イギリス人を連れてマカオに退去した（前述）。急速な事態の進展に東インド艦隊も事態を掴んでおらず、軍艦を派遣してこなかったため、エリオットの元には武力がなかった。
この状況下で林則徐は、イギリス側のアヘン禁絶誓約に向けてさらに圧力を加えることとし、また九龍半島で発生したイギリス船員による現地住民殺害事件の捜査をエリオットが拒否したこともあり、8月15日に誓約書を提出しない在マカオイギリス人への食料供給を禁じ、商館の中国人使用人の退去を命じた。エリオットは依然としてアヘン禁絶誓約に応じず、エリオット以下イギリス人は8月26日にマカオも放棄して船上へ避難することになった。
ここに至る一連のエリオットの対応の結果、イギリス商人は広州との直接貿易が完全に断たれ、アメリカ商人を介さなければならなくなり、極めて高額の中継運賃負担等の不利益を強いられることとなった。
ここでようやく東インド艦隊のフリゲート艦（「ボレージ」「ヒヤシンス」）が2隻だけ到着したが、エリオットと清国の揉め事を察知したわけではなく、パーマストン子爵の方針にしたがってたまたま来ただけであり、しかも6等艦というイギリス海軍の序列では最下等の軍艦であった。だがエリオットはこの2隻を使って早速に反撃を試みた。9月4日にエリオットは九龍沖で清国兵船に砲撃を行ったが、清国側はイギリス船への食料密売を一部黙認したのみで、アヘン禁絶誓約を求める方針を変えなかった。
その後10月初め頃までには、清国側は食料供給禁止等を解除し、イギリス人はマカオに復帰した。誓約書問題を一時棚上げして広州港外の虎門で貿易を再開する提案がなされたが、清国側は応じなかった。
エリオットは、全ての自国商人に対し、清国当局へのアヘン禁絶誓約書の提出を禁じ続けていたが、林則徐ら清国側は、むしろ誓約書提出の上でアヘン以外の通常の商業活動を行うことを当初から勧奨しており、イギリス商人の中でもアヘンに関わっていない者にはエリオットへの不満が高まっていた。
10月に入ってからは、正当な貿易品であるインド綿花やジャワ米を積んで来航したイギリス商船が、エリオットに従わず清国当局に誓約書を提出したうえ、一部は広州入港を果たすという事態が発生した。清国側は、イギリス側をさらにアヘン禁絶誓約に動かすことを狙い、未誓約者に解禁したばかりの食料供給等を再び禁止し、エリオットに対して誓約書提出の圧力を強めた。

## 戦争勃発

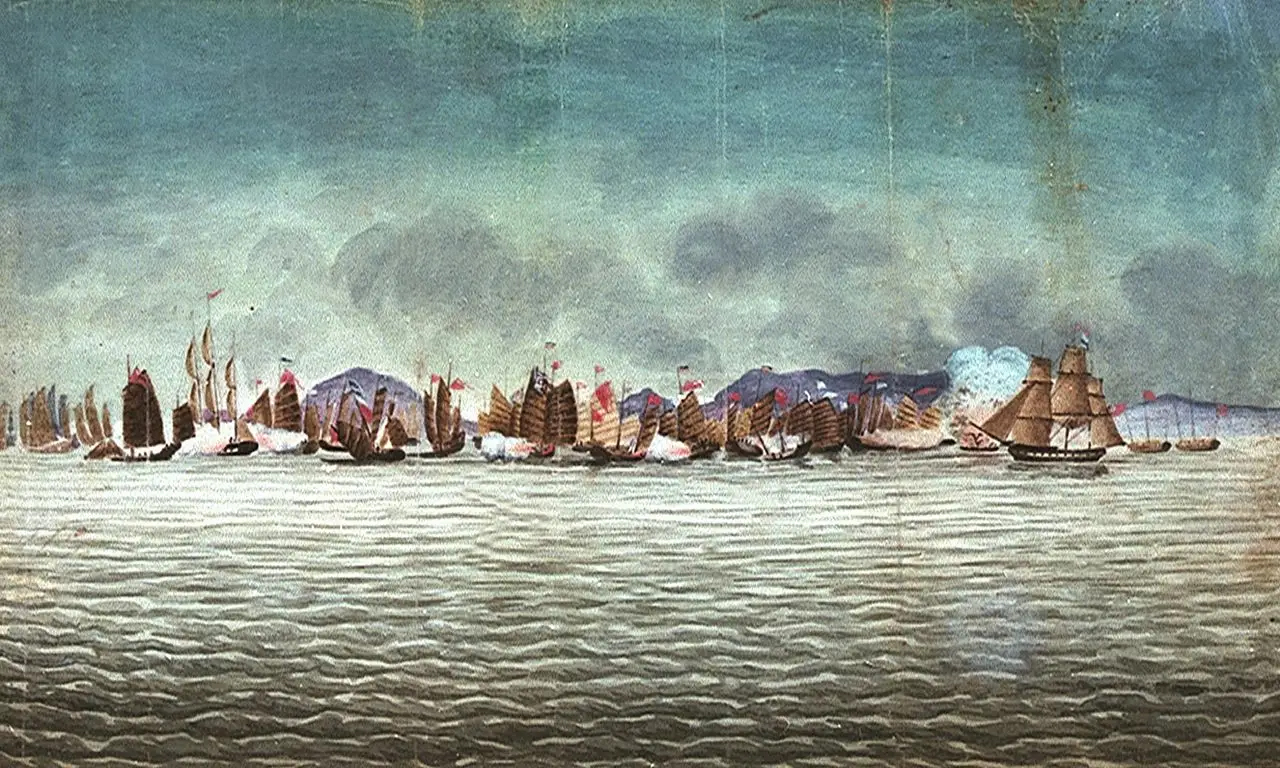
川鼻海戦（1839年11月3日）

エリオットは、1839年10月末に、2隻のフリゲート艦を率いて川鼻沖で誓約書提出済みの自国商船の広州入港を妨害し、さらに11月3日には清国兵船への攻撃を開始した（川鼻海戦）。清国側は広東水師提督関天培が督戦し、ポルトガル製の艦砲を搭載した艦を含む29隻の兵船が出動したものの、ボレージ号に損傷を与えたのみで、大半の兵船が自力航行不能の損害を受けた。
一方イギリス本国も外相パーマストン子爵の主導で対清開戦に傾いており、1839年10月1日にメルバーン子爵内閣の閣議において遠征軍派遣が決定した。「阿片の密輸」という開戦理由に対しては、清教徒的な考え方を持つ人々からの反発が強く、イギリス本国の庶民院でも、野党保守党のウィリアム・グラッドストン（後に自由党首相）らを中心に「不義の戦争」とする批判があったが、清に対しての出兵に関する予算案は賛成271票、反対262票の僅差で承認され、この議決を受けたイギリス海軍は、イギリス東洋艦隊を編成して派遣した。総司令官兼特命全権大使には、チャールズ・エリオットの従兄のジョージ・エリオットが任命され、チャールズは副使となった。
1840年8月までに軍艦16隻、輸送船27隻、東インド会社所有の武装汽船4隻、陸軍兵士4,000人が中国に到着した。イギリス艦隊は林則徐が大量の兵力を集めていた広州ではなく、より北方の防備が手薄な地域に向かい、舟山列島を攻略した後、長駆首都北京に近い天津沖へ入った。
天津に軍艦が現れたことに驚いた道光帝は、林則徐に開戦の責を負わせて新疆イリへ左遷し、和平派のキシャンを後任に任じてイギリスに交渉を求めた。イギリス軍側もモンスーンの接近を警戒しており、また舟山列島占領軍の間に病が流行していたため、これに応じて9月に一時撤収した。
この間イギリス側は、清国との交渉方針を巡って両エリオットの対立が激化し、特命全権大使のジョージ・エリオットは11月29日に病気と称して帰国してしまった。
1841年1月20日にはキシャンとチャールズ・エリオットの間で川鼻条約（広東貿易早期再開、香港割譲、賠償金600万ドル支払い、公行廃止、両国官憲の対等交渉。後の南京条約と比べると比較的清に好意的だった）が締結された。ところがイギリス軍が撤収するや清政府内で強硬派が盛り返し、道光帝はキシャンを罷免して川鼻条約の正式な締結も拒否した。
チャールズ・エリオットも、本国に無断で舟山列島を返還したため罷免となり、後任の特命全権大使にヘンリー・ポッティンジャーが任命され、1841年8月11日に着任した。
首脳陣が交代したイギリス軍は、本国の方針により軍事行動を再開した。イギリス艦隊は廈門、舟山列島、寧波など揚子江以南の沿岸地域を次々と制圧していった。三元里事件での現地民間人の奮戦や、虎門の戦いでの関天培らの奮戦もあったが、完全に制海権を握り、火力にも優るイギリス側が自由に上陸地点を選択できる状況下、戦争は複数の拠点を防御しなければならない清側正規軍に対する、一方的な各個撃破の様相を呈した。とくに「ネメシス」号をはじめとした東インド会社汽走砲艦の活躍は目覚ましく、水深の浅い内陸水路に容易に侵入し、清軍のジャンク兵船を次々と沈めて、後続の艦隊の進入を成功に導いた。
広州では広東水師提督関天培が戦死し、鎮海・寧波陥落時には浙江方面防衛責任者の両江総督兼欽差大臣裕謙（ユキャン）が自決した。浙江戦線では清軍は増援を受けて反撃を試みたが、失敗した。
イギリス艦隊はモンスーンに備えて1841年から1842年にかけての冬の間は停止したが、1842年春にインドのセポイ6,700人、本国からの援軍2,000人、新たな汽走砲艦などの増強を受けて北航を再開した。5月に対日貿易港の乍浦を、次いで揚子江口の呉淞要塞を陥落させて揚子江へ進入を開始し（ここでも汽走砲艦が活躍）、7月には鎮江を陥落させた。イギリス軍が鎮江を抑えたことにより京杭大運河は止められ、北京は補給を断たれた。
呉淞では江南提督の陳化成が戦死し、乍浦・鎮江では駐防八旗兵が玉砕した。また乍浦や鎮江ではイギリス軍による大規模な住民虐殺・婦女暴行・略奪が発生している。
この破滅的状況を前に道光帝ら北京政府の戦意は完全に失われた。
- イギリス海軍の進撃ルート
- 1841年8月26日、厦門で清軍を圧倒する第18近衛アイルランド連隊。
- イギリス軍の鎮江攻略
- 清軍ジャンク兵船を沈めていくイギリス軍艦

## 終戦後の推移

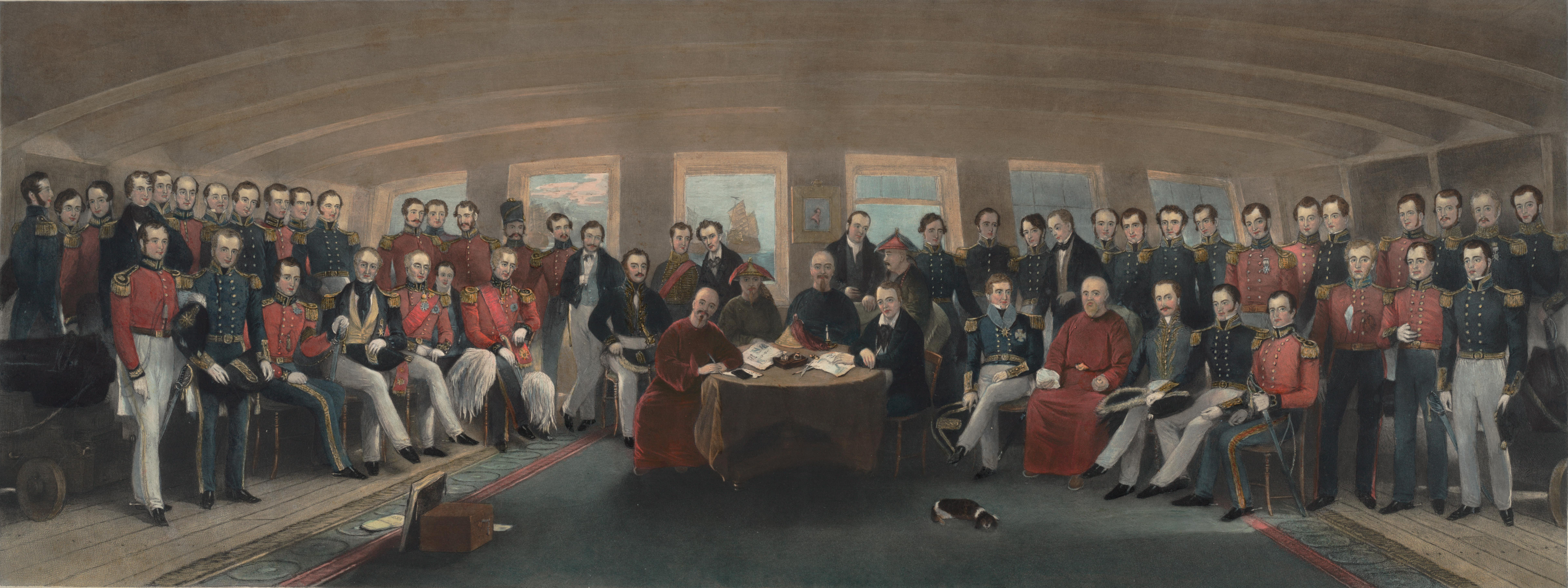
イギリス軍艦「HMSコーンウォリス」号内で締結された南京条約。

1842年8月29日、両国は南京条約に調印し、アヘン戦争（第一次アヘン戦争）は終結した。
アヘン戦争以前、清国は広東（広州）、福建（厦門）、浙江（寧波）に海関を置き、外国との海上貿易の拠点として管理貿易（公行制度）を実施していた。南京条約では公行制度（一部の貿易商による独占貿易）を廃止し自由貿易制に改め、従来の3港に福州、上海を加えた5港を自由貿易港と定めた。加えて本条約ではイギリスへの賠償金の支払及び香港（香港島）の割譲が定められた。また、翌年の虎門寨追加条約では治外法権、関税自主権放棄、最恵国待遇条項承認などが定められた。
このイギリスと清国との不平等条約の他に、アメリカ合衆国との望厦条約、フランスとの黄埔条約などが結ばれている。
この戦争をイギリスが引き起こした目的は大きく言って2つある。それは、東アジアで支配的存在であった中国を中心とする朝貢体制の打破と、厳しい貿易制限を撤廃して自国の商品をもっと中国側に買わせることである。しかし、結果として清国・イギリス間における外交体制に大きな風穴を開けることには成功したものの、もう一つの経済的目的は達成されなかった。中国製の綿製品がイギリス製品の輸入を阻害したからである。これを良しとしなかったイギリスは次の機会をうかがうようになり、これが第二次アヘン戦争とも言われるアロー戦争へとつながっていくことになった。
なお、この戦争の結果として締結された南京条約には、阿片についてひと言も言及しなかったため、終戦後も外国からの阿片の流入と銀の流出が止まらなかった。清国の政府はこれに対抗するために、主に西北部と西南部でのケシの種植と阿片の生産を奨励した政策を打ち出した。国内での阿片の生産増加により銀の流出が止まらなかった状況はだいぶ改善され、外国産阿片の相場も総崩れとなったが、国内の阿片利用者が爆発的に増加したという大きな弊害が招かれた。中国が何世紀も続いたアヘン貿易を一時的ながら根絶するのは毛沢東時代の1950年代初めであった。

## 戦争の余波

### 清・中華人民共和国への影響

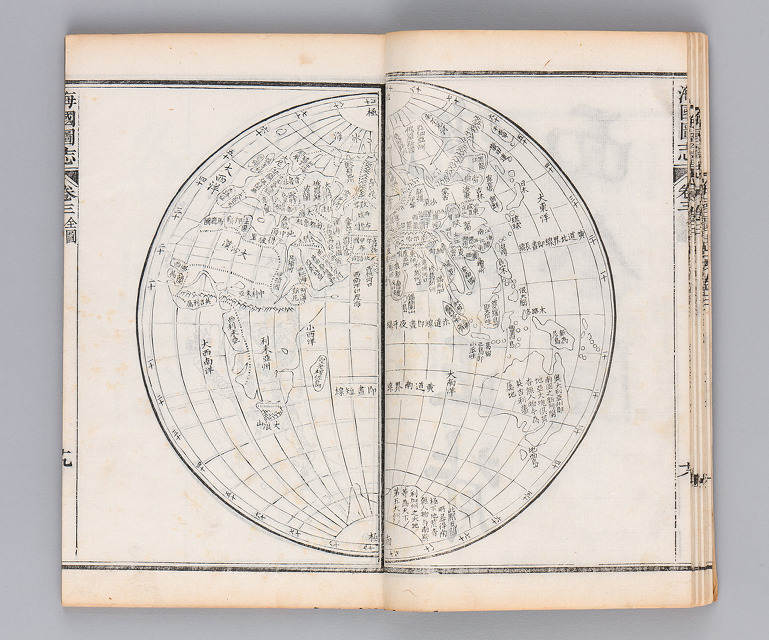
海国図志の第3巻に描かれた東半球の地図

アヘン戦争は清側の敗戦であったが、これについて深刻な衝撃を受けた人は限られていた。北京から遠く離れた広東が主戦場であったことや、中華が異民族に敗れることはまま歴史上に見られたことがその原因である。広東システムに基づく管理貿易は廃止させられたものの、清は、依然として中華思想を捨てておらず、イギリスをその後も「英夷」と呼び続けた。
しかし、一部の人々は、イギリスがそれまでの中国の歴史上に度々登場した「夷狄」とは異なる存在であることを見抜いていた。たとえば林則徐と親交のあった魏源は、林則徐が収集していたイギリスやアメリカ合衆国の情報を託され、それを元に『海国図志』を著した。「夷の長技を師とし以て夷を制す」という一節は、これ以後の中国近代史がたどった西欧諸国の技術・思想を受容して改革を図るというスタイルを端的に言い表したことばである。この書は東アジアにおける初めての本格的な世界紹介書であった。それまでにも地誌はあったが、西ヨーロッパ諸国については極めて粗略で誤解に満ちたものであったため、詳しい情報を記した魏源の『海国図志』は画期的であったといえよう。ただし、この試みはあくまでも魏源による個人的な作業であって、政府機関主導による体系的な事業（例えば日本の江戸幕府が長崎を拠点に行ったようなそれ）ではなかったので、魏源による折角の努力も後継者不在の為発展せず、中国社会全体には大して影響を及ぼさなかった。
その後、太平天国の乱などが起きる一方、1860年代から洋務運動による近代化が図られた。
阿片戦争の影響は、清が存在した中国大陸を現在支配している中華人民共和国にも及んでいるという指摘もある。同国では1kg以上の阿片を密輸、販売、運搬、製造すると、薬物密輸販売運搬製造罪（刑法第347条）となり、15年以上の懲役、無期徒刑又は死刑に処された上、財産を没収される。これについて、韓国の中央日報は「アヘン戦争のトラウマによるもの」と指摘している。天安門広場にある人民英雄紀念碑には阿片戦争の屈辱から中国共産党による大陸制覇までの歴史を掲げている。

### 銀の高騰
アヘンの輸入量は1800〜01年の約4,500箱（一箱約60kg）から1830〜31年には2万箱、阿片戦争前夜の1838〜39年には約4万箱に達した。このため1830年代末にはアヘンの代価として清朝国家歳入の80%に相当する銀が国外に流出し、国内の銀流通量を著しく減少させて銀貨の高騰をもたらした。当時の清は銀本位制であり、銀貨と銅銭が併用され、その交換比率は相場と連動していた。乾隆時代には銀1両（約37g）は銅銭700〜800文と交換されていたが、1830年には1,200文となり30年代末には最大で2,000文に達した。
地丁銀の税額は銀何両という形で指定されるが、農民が実際に手にするのは銅銭であり、納税の際には銅銭を銀に換算しなければならなかった。つまり、銀貨が倍に高騰することは納税額が倍に増えることを意味した。

### 日本への影響
清朝の敗戦は、長崎に入港していたオランダや清の商船員を通じて幕末の日本にも伝えられた。西洋諸国の軍事力が東洋に比して、圧倒的に優勢であることがいよいよ明白になったため、大きな衝撃をもって迎えられた。かつて強国であったはずの清の敗北は、さらにその先の東アジアへ進出するための西洋の旗印となる危機的な懸念があり、速やかな国体の変革が急務であることを日本に悟らせた。中国国内では重要視されなかった魏源の『海国図志』もすぐに日本に伝えられ、吉田松陰や佐久間象山ら、幕末における重要人物に影響を与え、改革の機運を盛り上げる一翼を担った。林則徐の抱いた西洋列強への危惧は、中国ではなく日本において活かされることになったのである。天保14年（1843年）には、昌平坂学問所にいた斎藤竹堂が『鴉片始末』という小冊子を書き、清国の備えのなさと西洋諸国の兵力の恐るべきことを憂えている。
それまで、異国の船は見つけ次第砲撃するという異国船打払令を出すなど、強硬な態度を取っていた江戸幕府も、この戦争結果に驚愕した。同時期に、日本人漂流民を送り届けてくれた船を追い返すというモリソン号事件が発生したこともあり、天保13年（1842年）には、方針を転換して、異国船に薪や水の便宜を図る薪水給与令を新たに打ち出すなど、欧米列強への態度を軟化させる。この幕府の対外軟化が、やがて開国の大きな要因となり、ペリー来航、明治維新を経て、日本の近代化へとつながることになった。

## アヘン戦争を扱った作品

### 小説
- 江馬修『阿片戦争』戦旗社、1930年
- 陳舜臣『阿片戦争』講談社、1967年、のち文庫 ISBN 4-06-131188-3・ISBN 4-06-131189-1・ISBN 4-06-131190-5
- R・F・クァン『バベル オックスフォード翻訳家革命秘史』東京創元社、2025年、 上巻 ISBN 978-4-488-01691-3 下巻 ISBN 978-4-488-01692-0

### 映画
- 『万世流芳』（1942年、中華民国汪兆銘政権・満州国、監督：卜万蒼、朱石麟、馬徐維邦、張善琨、楊小仲）
- 『阿片戦争』（1943年、日本、監督：マキノ正博）
- 『阿片戦争（中国語版）』（1959年、中華人民共和国、監督：鄭君里、岑範）
- 『鴉片戦争』（1963年、台湾、監督：李泉渓）
- 『阿片戦争（中国語版）』（1997年、中華人民共和国、監督：謝晋（シェ・チン））

### ドラマ
- 『年忘れ必殺スペシャル 仕事人アヘン戦争へ行く 翔べ!熱気球よ香港へ』（1983年）